# Acuerdo Nacional Democrático
Acuerdo Nacional Democrático fue una coalición política chilena existente entre 1986 y 1987. Sus principales coordinadores fueron el nacional Pedro Correa Opazo, el demócratacristiano Eugenio Ortega y el socialista Jorge Molina.

## Historia
El primer antecedente del ANDE se encuentra en el documento Bases de Sustentación del Régimen Democrático, firmado por trece partidos políticos el 8 de septiembre de 1986. Este documento dio origen al denominado Grupo de los 13, que el 21 de noviembre oficializó su conformación como coalición bajo el nombre Acuerdo Nacional Democrático. En ella participaron todos los miembros del Acuerdo Nacional para la Transición a la Plena Democracia de 1985, excepto el Movimiento de Unión Nacional y la Izquierda Cristiana, y se sumaron otros partidos como el Humanista, el MAPU y el PADENA (facción Minchel). En el caso del MUN, este rechazó firmar las bases por estimarlas el origen de una futura coalición opositora a la dictadura militar del general Augusto Pinochet.
El ANDE surgió como una respuesta y profundización del Acuerdo Nacional para la Transición a la Plena Democracia, dada su percibida ineficacia en lograr un diálogo real con el Régimen para buscar alternativas de transición democrática. Dentro de sus objetivos estaba:
- La profundización de los Acuerdos que se contienen en el documento "Bases de Sustentación de la democracia" especialmente en torno a la democracia económica, social y cultural, materias que nuestro partido estima indispensable profundizar en beneficio de los trabajadores y de las clases explotadas del país por el régimen dictatorial;
- Organizar una gran campaña nacional por las elecciones libres de Presidente de la República, Congreso Nacional y Municipalidades, exigiendo que éstas se verifiquen dentro del más breve plazo para que la soberanía vuelva al pueblo y éste pueda auto determinar su destino en democracia y libertad; y
- Buscar espacios que permitan una concertación con las Fuerzas Armadas para que el tránsito a la democracia pueda efectuarse pacíficamente a través de una solución política que impida la polarización del país, la agudización de la violencia y el terrorismo y el castigo implacable a los sectores más débiles de la sociedad cuando se militariza la política.[6]

En noviembre los tres dirigentes principales del ANDE se reunieron con el comandante en jefe de la Armada, José Toribio Merino, y el general director de Carabineros, Rodolfo Stange, siendo ésta la primera reunión de autoridades de la Junta de Gobierno con políticos que incluyeran a sectores socialistas. Poco después de dicha reunión el Acuerdo Nacional Democrático entró en crisis y un periodo de bajo perfil.

## Composición
El Acuerdo Nacional Democrático estuvo conformado por los siguientes partidos políticos:
- Partido Demócrata Cristiano
- Partido Democrático Nacional (facción Minchel)
- Partido Humanista
- Movimiento de Acción Popular Unitaria
- Partido Socialista-Núñez
- Partido Socialista Histórico
- Partido Socialista-Mandujano
- Partido Nacional
- Partido Radical
- Partido Republicano
- Partido Liberal
- Social Democracia
- Unión Socialista Popular